# 厄除け十六童子

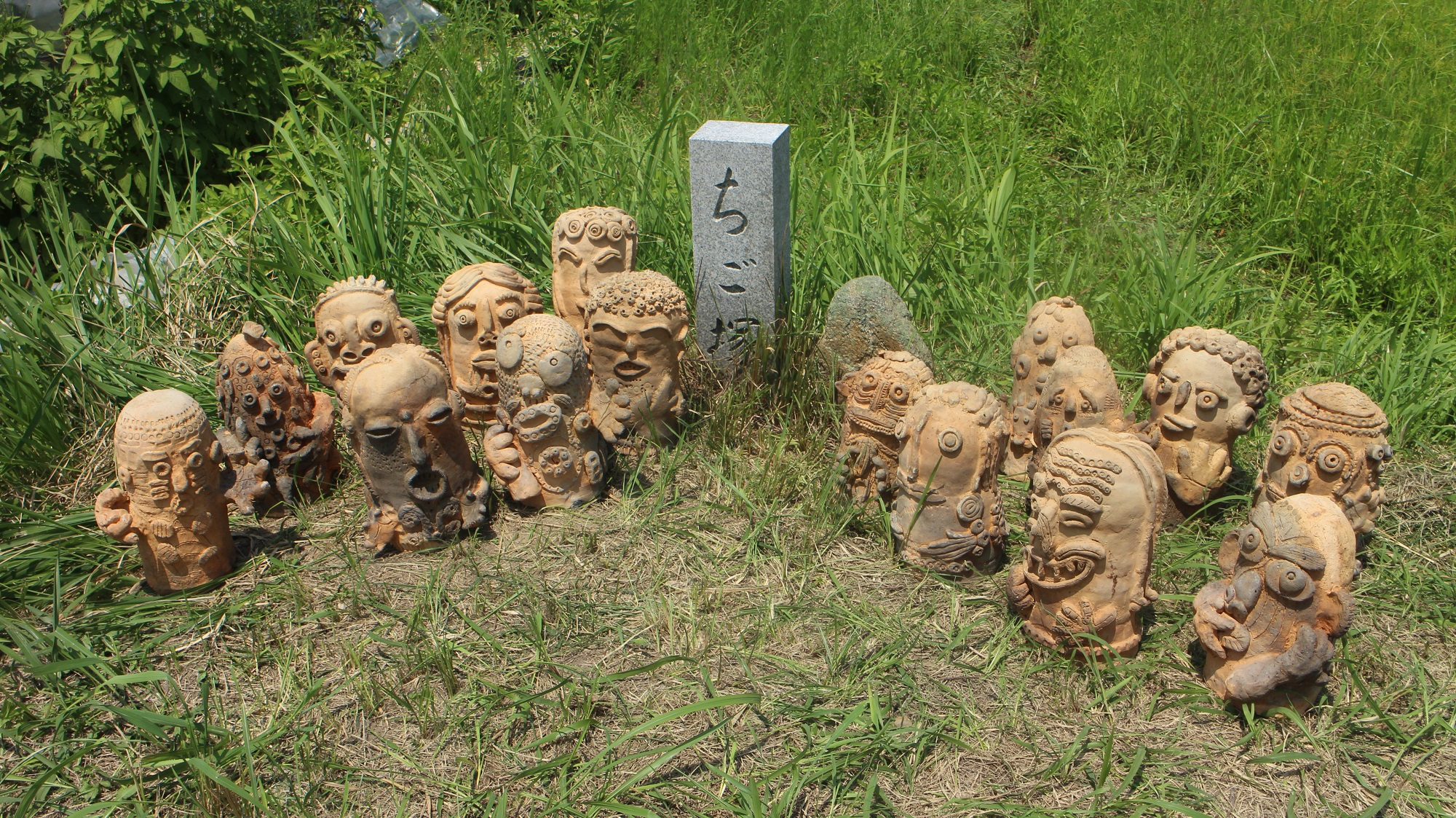
厄除け十六童子

厄除け十六童子（やくよけじゅうろくどうじ）は、2020年（令和2年）9月18日に、大阪府貝塚市の水間鉄道の「清児駅」に始まり、「水間観音駅」から龍谷山水間寺までの散策道に設置された石像。

## 概要
病床の聖武天皇への夢告「都の南西におられる観音菩薩をお迎えすれば、たちまち快癒するであろう」という勅命を受けて、観音菩薩探索に出立した行基が白鳥に導かれて南西の方向に進んだところ、突然、白鳥は姿を消し、途方に暮れていた行基の前に童子が現われ、行基を水間にある瀧に導き、観音菩薩との出会いを成就させたという。この童子が十六童子の化身であると伝えられている。この伝説に因んで、泉南エリアで活動する「土の子陶房」によって制作されたのが、これらの像である。